# Fenice, Achille e Pentesilea
Fenice, Achille e Pentesilea è un affresco rinvenuto nella casa di Giasone a Pompei e custodito all'interno del Museo archeologico nazionale di Napoli.

## Storia e descrizione
L'affresco venne realizzato nel primo quarto del I secolo, tra il 20 e il 25, nella parte mediana della parete sud del triclinio della casa di Giasone, stesso ambiente dal quale proviene Giasone e Pelia; a seguito degli scavi archeologici che interessarono la casa, l'opera venne staccata dalla sua collocazione originale per realizzarne un quadro.
Non si è a conoscenza della precisa identificazioni dei personaggi, eccetto quello di Fenice, in quanto, nella casa degli Amorini Dorati, nel 1906, fu ritrovata una copia del affresco, in cui, sotto uno dei personaggi, campeggiava la scritta Phoinix: l'ipotesi più accreditata è quindi che la pittura raffiguri Fenice, Achille e Pentesilea, anche se secondo altre interpretazioni raffigurerebbe Fenice a Sciro oppure Fenice, Achille e Telefo, Achille che si reca al tempio di Apollo Timbreo a Troia o ancora solo Achille e Pentesilea. La scena di svolge nei pressi di un monoptero: sulla sinistra un giovane con chitone rosso e mantello viola che guarda verso un anziano vestito con una lunga tunica; all'estrema destra è un trono su cui è seduta una donna con un chitone giallo e manto viola, la quale con una mano si regge alla spalliera e l'altra la porta verso la testa, in segno di abbandono. Ai piedi della donna, con vicino uno scudo, un sacco e un'asta, un uomo che la guarda, abbigliato all'orientale, con vestito giallo e viola, cappello giallo e anassiridi viola, mentre dietro al trono una figura con un mantello viola. Fa da sfondo alla scena, dipinta con veduta a volo di uccello, una città fortificata con porta d'accesso; lo sfondo è anticipato da uno scudo con due lance incrociate.